# Aeroportul Mbigou
Aeroportul Mbigou (IATA: MBC, ICAO: FOGG) este un aeroport din Provincia Ngounié, Gabon ce deservește zona Mbigou⁠(d). A fost numit după zona deservită.
Situat la o altitudine de 715 m, aeroportul dispune de o singură pistă.